# Anna Maria Biricotti
Anna Maria Biricotti (Livorno, 20 febbraio 1941) è una politica italiana.

## Biografia
Esponente del Partito Comunista Italiano, fu eletta consigliere provinciale a Livorno alle elezioni del 1990, divenendo vicepresidente della provincia nella giunta guidata dal socialista Iginio Marianelli.
Successivamente aderì Partito Democratico della Sinistra, nelle cui liste fu eletta alla Camera in occasione delle elezioni politiche del 1992, ricevendo 14.332 preferenze (nella Circoscrizione Pisa-Livorno-Lucca-Massa Carrara). Fu rieletta con i Progressisti alle elezioni politiche del 1994, nel collegio di Livorno-Rosignano Marittimo, confermandosi poi anche alle politiche del 1996 con il sostegno dell'Ulivo. Termina il mandato di parlamentare nel 2001.